# Adventure-Treff
Adventure-Treff ist eine deutschsprachige Website, die Themen rund um das Computerspielgenre Adventure journalistisch aufbereitet und von einem gleichnamigen Verein betrieben und redaktionell betreut wird.

## Inhalt
Die Adventure-Treff-Redaktion veröffentlicht regelmäßig Nachrichten, Berichte, Reportagen, Rezensionen, Vorschauberichte und Interviews über Adventure-Computerspiele. Zudem bietet die Webseite ein Internetforum an. Die Webseite verfügt ebenfalls über eine Datenbank mit Spielen und Firmen aus dem Adventure-Genre. Insgesamt listet die Website über 2600 Spiele und über 1660 Firmen auf. Neue Veröffentlichungen von Spielen werden in einem Release-Kalender zusammengefasst. Ebenfalls testet die Redaktion Live Escape Games in Deutschland. In einem Medienarchiv werden Artworks zu den Spielen gesammelt. Des Weiteren betreibt Adventure-Treff einen Podcast und einen YouTube-Kanal. Der Adventure-Treff ist regelmäßig auf der Gamescom in Köln vertreten.

## Geschichte
Adventure-Treff wurde im Jahr 2000 gegründet. 2011 verließ der letzte Chefredakteur Jan Schneider die Redaktion. 2012 wurde Adventure-Treff als Verein eingetragen.

## Rezeption
Inhalte der Website wie Interviews oder Hintergrundberichte werden als Quellen für Arbeiten im wissenschaftlichen Kontext herangezogen, so von der Dozentin für Digitale Medien an der University of Central Florida Anastasia Salter in einem Buch über elektronische Literatur oder von der Literaturwissenschaftlerin und Publizistin Cécile Boulaire in einer französischsprachigen Analyse europäischer Kinderliteratur.